# بیا غروب را تماشا کنیم
بیا غروب را تماشا کنیم یک سریال تلویزیونی است که از سال ۲۰۱۸ میلادی در شبکه کره‌ای ام‌بی‌سی به نمایش درآمده است.
شبکه mbc پخش این سریال را بر عهده داشت و از تاریخ ۲۱ مارس ۲۰۱۸ در روزهای چهارشنبه و پنجشنبه جایگزین سریال من ربات نیستم شد.

## خلاصه داستان
این سریال داستان یک زوج را نشان می‌دهد که نیمی از زندگی خود را با یکدیگر صرف کرده‌اند. آنها به زمان‌هایی که با هم سپری کرده‌اند نگاه می‌کنند و خود را دوباره پیدا می‌کنند، چون باید با مرگ مقابله کنند.

## بازیگران
- هان هه جین در نقش نام هیون جو

همسر کیم دو یونگ
- یون سانگ هیون در نقش کیم دو یونگ

همسر نام هیون جو که یک طراح نابغه است.
- یو این یونگ در نقش شین دا هه

عشق اول دو یونگ
- کیم ته هون در نقش سوک جون

او یک دکتر شناخته شده و با اعتبار است.